# Misión San Francisco Borja
La misión San Francisco Borja de Ádac fue una misión fue construida por los misioneros jesuitas Jorge Retz, en 1758 en la región de los cochimíes en el asentamiento que denominaban Ádac. (topónimo cuyo significado es probable que sea Mezquite o Lugar de Mezquites). Recibe el nombre de San Francisco de Borja ya que fue un santo jesuita el tercero dirigente después de San Ignacio de Loyola, el fundador de la orden de los jesuitas. San Francisco de Borja fue casado y tuvo 8 hijos. Enviudó y luego ingresó como jesuita hasta ser director de la orden, siendo uno de los impulsores de los misioneros como evangelizadores en el mundo, principalmente China e India. Posteriormente vinieron a América como Juan María Salvatierra en Baja California, y Eusebio Francisco Kino, en Sonora. 

## Ubicación
El sitio se encuentra en el ejido Nuevo Rosarito, municipio de Ensenada en el norteño estado y dentro de la jurisdicción de Baja California, México. El acceso se localiza ubicado en el desierto central de la península, en el entronque de la Carretera Federal 1 con el camino de terracería, a 45 km al sur de Cataviñá, y a 57 km de Bahía de los Ángeles  y 216 km al norte de Guerrero Negro, Baja California Sur. No existen otros centros poblaciones que sirvan referencia geográfica para su ubicación. 

## Historia
Los padres misioneros de la orden de los jesuitas levantaron dos misiones y dos visitas en el estado  (una visita era una pequeña y frágil capilla subordinada a una misión cercana) mismas que sobreviven: Misión de San Borja y Misión de Santa Gertrudis la Magna. Los misioneros jesuitas construyeron las citadas misiones con  adobe de barro, y fueron los misioneros de la orden de los dominicos quienes las reconstruyeron en cantera y aún existen. Anexo están ojos de aguas termales, razón por lo que fue elegido el lugar, pues hay fuente de agua termales y a unos 20 metros está el ojo de agua fría, por lo que el abasto de agua es segura, con algunas palmas estilo washingtoniana y se ven corrales donde guardaban ganado. 

## La fundación
El sitio donde se estableció la misión lo encontró el misionero jesuita George Retz en 1758, él partió desde la Misión de Santa Gertrudis la Magna, después de una travesía de tres días dio con el sitio en que se fundó la misión.
La dotación o dote para construir esa misión la proporcionó la piadosa señora María de Borja, duquesa de Béjar y Gandía España; la señora recibió información de boca de un sirviente que había sido soldado en la California de la labor que entre los gentiles (no cristianos) estaban desarrollando los misioneros jesuitas.

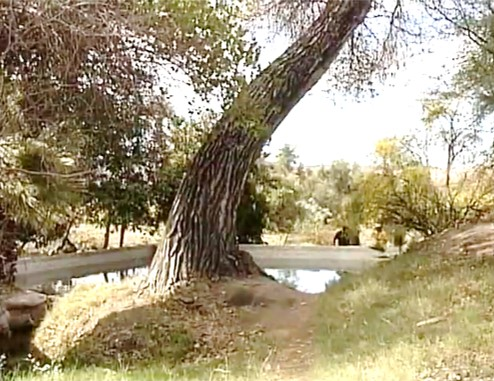
Ojo de agua fría en la Misión d san Borja de Ádac

La edificación de la misión le fue realizada cuatro años después al sacerdote jesuita Wenceslao Linck, él era nativo en 1736 en Nejdek cerca de Karlovy Vary, de la región de Bohemia hoy en día parte de la República Checa, después de un corto tiempo en la misión aprendió a hablar la lengua nativa, cochimí. A su llegada, el padre Linck encontró a no más de 300 nativos conversos que le heredó el padre Retz. Existe una imagen de original desde entonces, en material de yeso, de San Francisco Borja 

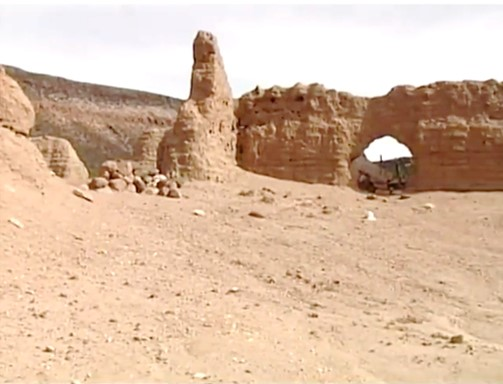
Ruinas de la misión original de los jesuitas en San Francisco Borja de Ádac

Gracias a la buena labor que desarrolló el padre Linck en la misión esta creció al grado que en su plenitud llegó a albergar a cientos de nuevos conversos, en su día la misión contó con más de 300 cabezas de ganado.
Para auxiliar al padre Linck en la misión le enviaron al padre jesuita Victoriano Arnés, quien posteriormente y debido a que tanto el padre Linck como el padre Arnés se dedicaron a explorar más al norte de la península con el fin de fundar nuevas misiones, fue enviado a la misión el padre Juan José Diez para que la misión no se quedara sin religiosos.

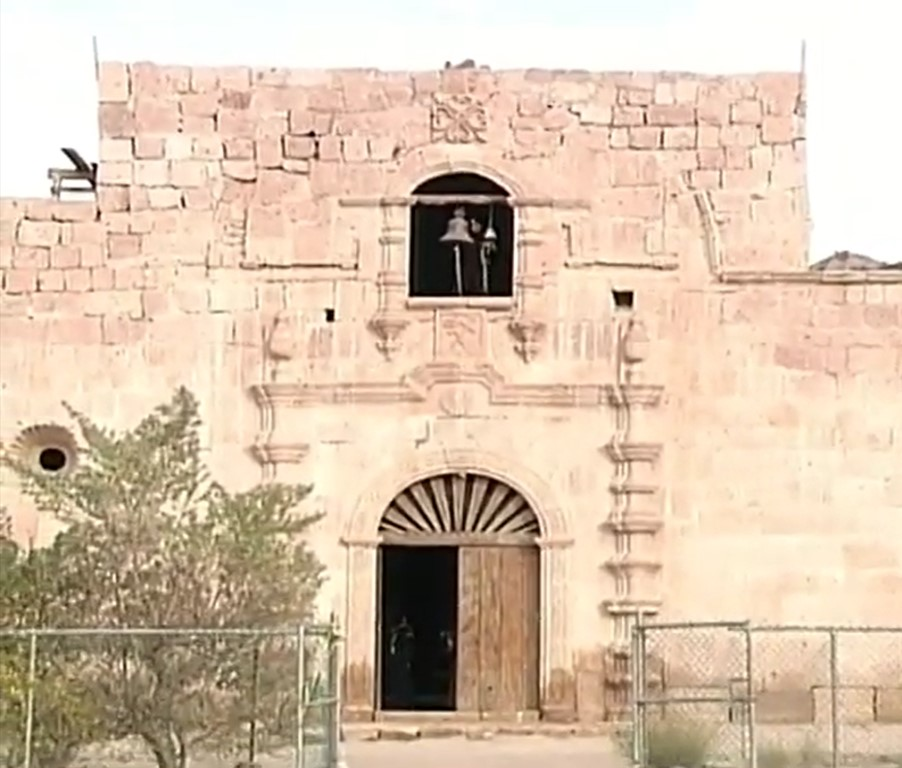
Puerta principal de Misión de San Borja de Ádac

## Franciscanos y Dominicos
En 1767, se realizó la expulsión de los jesuitas de la Nueva España.  
En 1768, el franciscano Fermín Francisco de Lasuén se hizo cargo de ella hasta el año de 1771 bajo la dirección de Junípero Serra. 

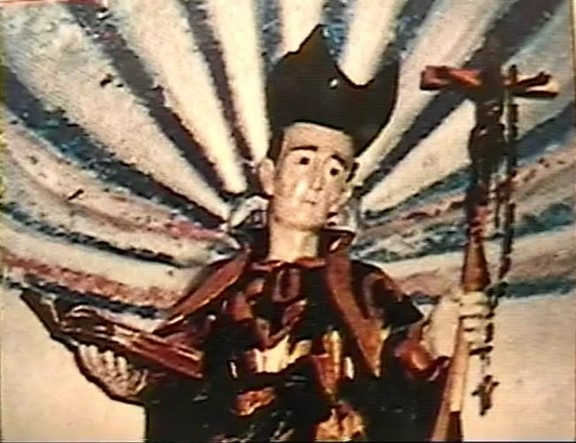
Estatua Original española de San Francisco Borja en la Misión de Ádac

Sin embargo la construcción de la misión de San Borja que inició Linck, fue sustituida por otra, con material de piedra y cantera que iniciaron en 1773 y fue construida por los dominicos y es la que se puede apreciar. Por lo tanto tres órdenes religiosas estuvieron al frente de la misión. Jesuitas, franciscanos y dominicos.

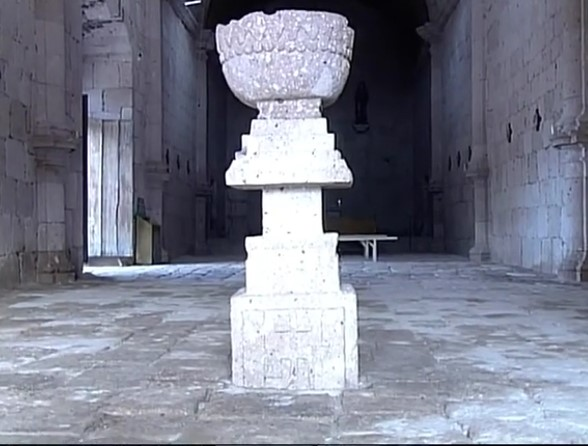
Bautisterio de la Misión de San Borja de Ádac

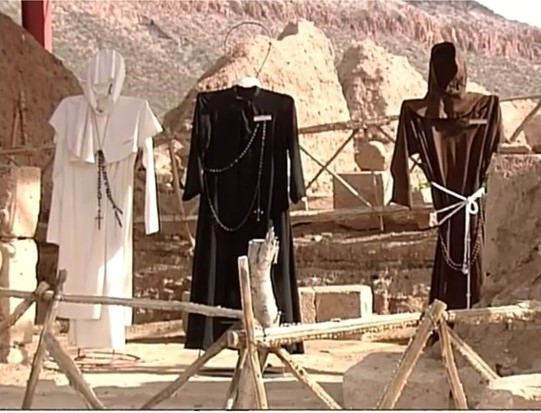
Hábitos de los frailes de la misión de San Borja Dominico, jesuita y franciscano

La nave cuenta con forma de cruz latina, y una bóveda como techo, con capacidad para unas 500 personas de pie, o 150 personas sentadas en bancas. Cuenta con su sacristía, cuarto de almacén, y 2 cuartos dormitorio para los sacerdotes residentes, una sala bautismal, salones para el catecismo, cocina, horno para desecar carne de bovino o pescado, cuarto comedor y cuarto para el párroco, y lograban darle servicio a las 2,000 personas de las cercanías a la misión. El templo cuenta con una escalera de caracol al segundo piso trabajada en cantera rosa, que lleva al campanario, mismo que cuenta con 2 campanas: una grande y una chica. También se cuenta con un cementerio aledaño a la misión, con 300 tumbas, donde destaca un a cruz de cantera rosa como de metro y medio de altura y tres tumbas con bóveda, que son las de los sacerdotes registrados dominicos: Fray Mariano Zavaleta, Fray Melchor Pons y Fray Plácido Sáenz. Adicionalmente cuenta con un horno  para quemar la cal, utilizada para la construcción del templo. En tiempos de la fiebre amarilla se utilizó como crematorio ante la mortandad de la población, de los cuales aún se encuentran vestigios en forma de piedras color verde, siendo el final de la tribu  cochimí que vivían en la región, que eran alrededor de 3,000. La misión también cuenta con un huerto con olivos, granados, palma datilera, mangos y álamos. 
El dominico Luis Sales estuvo de 1778 a 1781. De ahí visitaba la Misión de Nuestra Señora del Rosario, donde hay registros en 1778 y 1779. Esta misión funcionó hasta 1818, cuando quedó abandonada por falta de población. ya que muchos cochimíes de San Borja y de otros lugares de la región, fueron llevados a la Alta California para auxiliar a los franciscanos en los trabajos agrícolas de las nuevas misiones que allá se establecerían; entre 1818 al 1821.

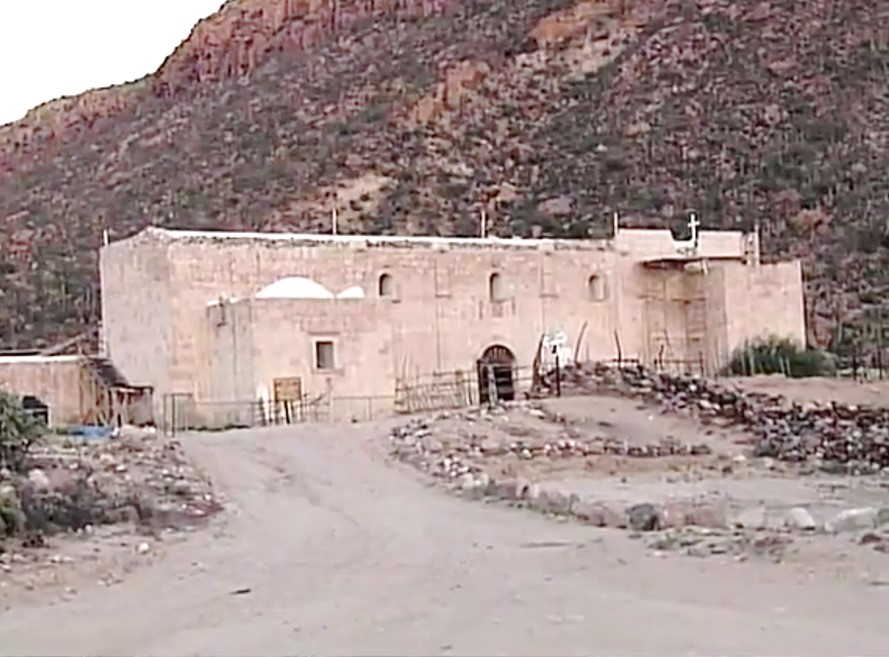
Parte posterior del Edificio principal de la Misión de San Borja Ádac

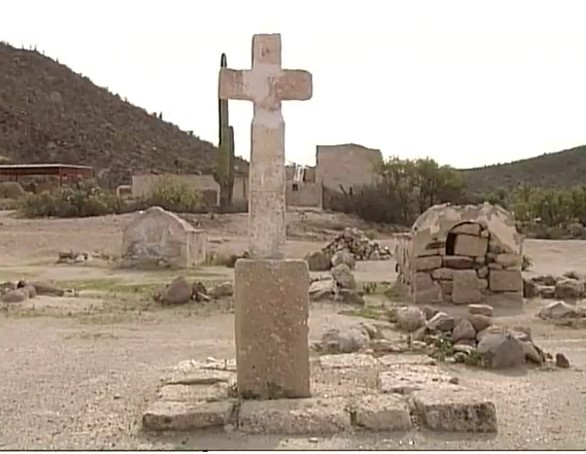
Cementerio de la misión de San Borja de Ádac

La fiebre amarilla llegó a la misión y murieron algunos de los pobladores incluso los sacerdotes residentes. La misión se cerró por la falta de feligreses locales; las pinturas al óleo que adornaban la iglesia, incluyendo un Velásquez, fueron robadas; las campanas originales desaparecieron en 1962, y una de las pocas piezas artísticas originales que se conserva es la estatua de San Francisco de Borja, que fue restaurada por los lugareños en 1994. Hay que mencionar que el gobierno tuvo la custodia por muchos años, y hasta 1988, se la devuelve a la Iglesia para su custodia. 
Actualmente se hacen obras de restauración general por parte del INAH, y el lugar es centro religioso de los pocos vecinos que celebran allí la fiesta del santo el 10 de octubre.

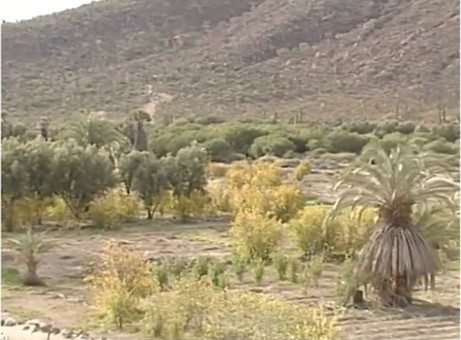
Huerto de la Misión de San Francisco Borja de Adac

Hoy en día la misión está deshabitada y abandonada; fue rescatada e iniciada su reconstrucción por el gobierno mexicano y por el p. Mario Menghini Pecci. 

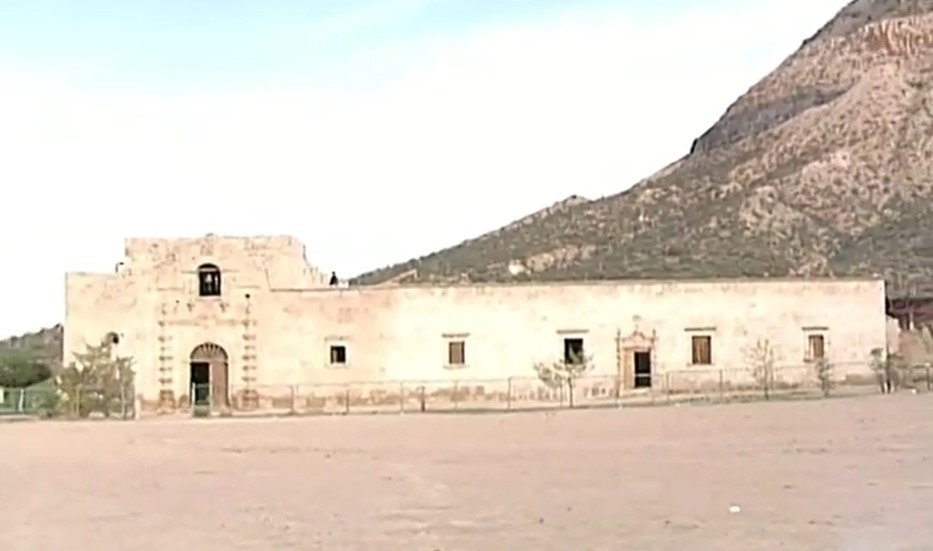
Vista del conjunto misional de San Francisco Borja de Ádac

En ella habita una familia que se encarga de la custodia (Teodoro Castillo). El sacerdote Jorge Echegollén Flores es el "Delegado Episcopal para las Antiguas Misiones de Baja California", quien da seguimiento a la restauración y custodia de la misión. La Misión recibe la visita de viajeros y lugareños que celebran en octubre la fiesta del santo.
En la misión existe el propio edificio principal que comprende la iglesia, cuartos misionales, cocina y un molino. Anexos están un cementerio y una pila para quema de cal. Subsiste la primera construcción de adobe.

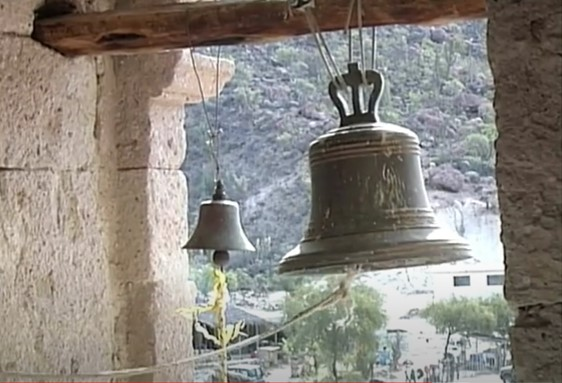
Campanario Misión de San Borja de Ádac

## Bibliografía

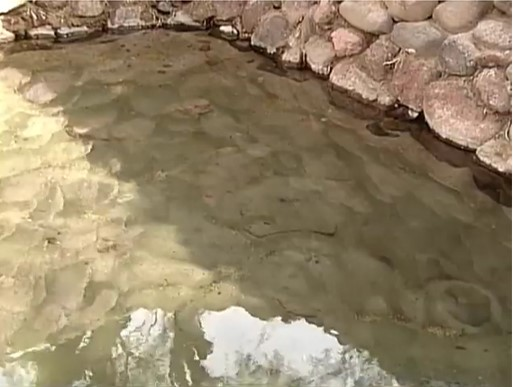
Ojo de agua termal en misión de San Borja de Ádac